# トクナリ
トクナリ（TOKUNARI、1959年10月24日 - ）は、日本の男性ボーカリスト&パーソナリティ。北海道小樽市出身、札幌市在住。本名は能登 篤也（のと あつや）。血液型はAB型。

## 人物
中学生の時に「レッド・ツェッペリン」をラジオで聴き衝撃を受けて活動開始。現在はソロで活動を行っており、同時にstudioViVoを立ち上げ、精力的に活動及び後進の指導にあたっている。
ジャンルに捉われずどんな歌も唄いこなす、マルチボーカリスト。音楽イベントに限らず、様々な催し物をつくり上げる、イベントプロデューサー。ラジオ番組「ほっとけNIGHT!」のパーソナリティー（19年目、2015年現在）を務める。

## 来歴
- 1977年 - 学生時代にNHK軽音楽オーディションで、バンド部門のボーカリストとして最終審査を通過し合格する。
- 1992年 - ファーストアルバム「BIRUSHANA・ONE」を発売。三菱自動車のTV-CM ソングや各企業のCMソング&イメージソングに採用される。
- 1998年 - セカンドアルバム「CHANGING」を全国発売。この時期を境にタレントとしてもTV-CMやドラマなどに多数出演。
- 2005年 - 環境問題と親子の愛をテーマにしたメッセージソングCD「約束しよう」をリリース。野生生物基金への募金活動等へも貢献している。
- 2007年 - クラシックPOPグループ「トクナリ with エクセレンツ」を結成し、音楽と映像と朗読のコラボレーションを「21世紀の紙芝居」と題し、各地で公演活動を行う。
- 2008年 - ミニアルバム「約束しよう」を全国発売。HBC北海道放送の「環境キャンペーンイメージソング」に採用されるなど、好評を得る。
- 2010年 - 「目指せ中高年の星!」をテーマに、50歳コンビのユニット「Spiral Spice」を結成し、ミニアルバム「KOKORO NO UTA」をリリース。
- 2011年 - 今までとは違ったサウンドの楽曲制作に取り組み、2月22日に「愛」をテーマにした曲「Nocturne（ノクターン）」をリリース。HBC北海道放送「Song@北!」にて、PVがフルコーラスで1ヶ月間毎日ON AIRされた。
- 2014年 - アルバム「はなぞのばし」を全国発売。オリジナル曲はもちろん、数多くの名曲をカバーして話題となる。
- 2015年 - オリジナル楽曲の「はなぞのばし」が、日本ハムファイターズが製作する「Ｂ☆Ｂ ２１２物語」の小樽市編紹介映像のイメージソングに採用され、札幌ドームや東京ドームで放映される。

## 出演
- 北海道文化放送（UHBテレビ） 「ポテト」、「U型テレビ」
- 北海道放送（HBCテレビ） 「song@北!」
- 北海道テレビ放送（HTBテレビ） 「遊々夢ランド」
- テレビドラマ「白い影スペシャル」
- テレビドラマ「浅見光彦シリーズ」

## ディスコグラフィー

### ATSUYA NOTO

#### アルバム
- BIRUSHANA・ONE（1992年）
- CHANGING（1998年）

### TOKUNARI (又はトクナリ)

#### ミニアルバム
- 約束しよう（2005年）
- クラシックバージョン「約束しよう」（2008年）

### Spiral Spice

#### ミニアルバム
- 「KOKORO NO UTA」（2010年）

### TOKUNARI featuring SNOW

#### シングル
- 「Nocturne（ノクターン）」（2011年2月22日）

### TOKUNARI&高島諭

#### アルバム
- 「はなぞのばし」（2014年7月4日）